# Diocesi di Apollonide
La diocesi di Apollonide (in latino: Dioecesis Apollonidensis) è una sede soppressa del patriarcato di Costantinopoli e una sede titolare della Chiesa cattolica.

## Storia
Apollonide, identificabile con Palamit nell'odierna Turchia, è un'antica sede episcopale della provincia romana della Lidia nella diocesi civile di Asia. Faceva parte del patriarcato di Costantinopoli ed era suffraganea dell'arcidiocesi di Sardi.
La diocesi è documentata nelle Notitiae Episcopatuum del patriarcato di Costantinopoli fino al XII secolo.
Secondo la tradizione greca, documentata dal menologio, primo vescovo di Apollonide sarebbe stato Giovanni Marco, menzionato in più occasioni negli Atti degli Apostoli (12,12; 15,37-39).
Nell'Ottocento venne scoperto un sarcofago, oggi scomparso, con una lunga iscrizione in cui si fa menzione del vescovo Macedonio, vissuto nella seconda metà del IV secolo; ariano o anomeo, subì la persecuzione durante il regno dell'imperatore Flavio Valente (364-378). Questo vescovo è attribuito da Duchesne e da altri autori a Apollonide, mentre Destephen lo assegna alla diocesi di Magnesia al Sipilo.
Le fonti letterarie documentano l'esistenza di Ciriaco, che sottoscrisse nel 458 la lettera dei vescovi della Lidia all'imperatore Leone I dopo la morte del patriarca Proterio di Alessandria.
Dal 1933 Apollonide è annoverata tra le sedi vescovili titolari della Chiesa cattolica; la sede è vacante dal 16 aprile 2009.

## Cronotassi

### Vescovi greci
- Giovanni Marco † (I secolo)
- Macedonio ? † (seconda metà del IV secolo)
- Ciriaco † (menzionato nel 458)

### Vescovi titolari
- José de Jesús Pimiento Rodríguez † (14 giugno 1955 - 30 dicembre 1959 nominato vescovo di Montería)
- Joseph-Marie-Goerges-Michel Goupy † (6 febbraio 1960 - 28 novembre 1961 succeduto vescovo di Blois)
- Rodolfo das Mercés de Oliveira Pena † (10 febbraio 1962 - 14 dicembre 1970 dimesso)
- Michel Louis Marie Joseph Mondésert † (4 giugno 1971 - 16 aprile 2009 deceduto)